# Neurigona pseudobanksi
Neurigona pseudobanksi är en tvåvingeart som beskrevs av Stefan Naglis 2003. Neurigona pseudobanksi ingår i släktet Neurigona och familjen styltflugor. Inga underarter finns listade i Catalogue of Life.